# Ectoedemia mauni
Ectoedemia mauni is een vlinder uit de familie dwergmineermotten (Nepticulidae). De wetenschappelijke naam van deze soort is voor het eerst geldig gepubliceerd in 1979 door Scoble.
De soort komt voor in tropisch Afrika.